# Angraecum floribundum
Angraecum floribundum là một loài thực vật có hoa trong họ Lan. Loài này được Bosser mô tả khoa học đầu tiên năm 1970.